# Izz ad-Din Salim
Izz ad-Din Salim, även känd som Abd az-Zahra Othman Mohammed, född 1943, död 17 maj 2004, var en irakisk politiker. Han var den tillfällige ordföranden i det av USA tillsatta styrande rådet i Irak.
Under Saddam Husseins regim i Irak tillhörde Salim det shiamuslimska oppositionspartiet al-Dawa och var tvungen att fly till Kuwait och senare Iran. Efter regimens fall fick han återvända och blev av de amerikanska ockupationsledarna i juli 2003 utsedd till ledamot i det styrande rådet. Han blev ordförande för det styrande rådet den 1 maj 2004 och skulle ha förblivit det till USA-koalitionens överlämnande av makten den 30 juni 2004. Han dödades i en bilbomb nära koalitionens huvudkvarter i Bagdad.
1. 1 2 3  Gemeinsame Normdatei, Deutsche Nationalbibliotheks katalog-id-nummer: 10686348637749153-1, läst: 14 augusti 2015.[källa från Wikidata]